# シムシティ4
『シムシティ4』（SimCity 4）は、2003年にエレクトロニック・アーツから発売された都市経営シミュレーションゲーム。シムシティシリーズの第4作である。

## 概要
前作『シムシティ3000』のシステムを踏襲しているため、攻略法は似ているが、財政の細分化などにより難易度は高くなっている。より建築物などのディテールが綿密になっている。シム（『シム』シリーズでは人間のことをシムと呼ぶ）の生活や勤労の様子も描写されるようになった。
本作はパソコンゲームであり、コンシューマーゲームとしての発売予定はない。発売当初は、高性能PCのスペックをもってしても快適に遊ぶことができなかったことが話題となったが、公式サイトで配布されたパッチの導入により多少改善された。

## 『シムシティ3000』からの主な変更点
- 地域単位での都市の開発が可能になったため、近隣都市との貿易のみならず、シムの都市間移動（通勤）や需要の変動が隣接する都市に反映されるようになった。地域すべてをプレイヤーが開発できるため、貿易などの管理が容易になった。
  - 前作にも地域の概念は存在したが、近隣都市と電気、水道、ゴミの取引ができるだけのものであった。
- 地形がフル3Dで描写され、滑らかな傾斜や断崖絶壁などのリアルな地形が作り出せるようになった。また、斜面に建築物を立てることも可能になった。
- 低密度工業地区が廃止され、代替として農業地区が設定された。
  - 前作にも農業地区は存在したが、出現条件が厳しく、汚染が少しあっただけで低密度工業地区が建設されてしまうため、農村などの開発が難しかったが、今作では農業地区には農業以外のものが建設されないため、開発がよりしやすくなった。
- 住宅地区や商業地区は道路に面していないと機能しなくなった。
- 派出所や診療所など、小型の公共機関が追加された。
- 鉄道や高速道路をカーブ状に敷設する際に、直角に曲げることができなくなった。
- 昼の他、夕方や夜の描写が追加された。神モードを使い、昼固定・夜固定にすることもできる。
- 都市を運営している状態では、火災以外の災害は、メルトダウンなどの一部の人災を除いてほぼ起こらないようになった。
- マイ・シムモードが追加された。自分の作成したシムを都市に住まわせ、生活の様子を観察できる。シムは『シムピープル』のキャラクターをコンバートすることも可能である。
- 神モードが追加された。天変地異の他、近隣都市との地形の平坦化などができる。
- 公共施設は、建設時に建物の向きを変えることができるようになった。因みに道路側に向いていなくても機能する。
- 前作よりも維持費の課される公共施設が大幅に増加した（公園、公益施設、ランドマークなど）。そのため、前作と同じような開発をすると大赤字になる場合がある。
- ランドマークに建設費がかかるようになった。
  - また、前作ではUFOの襲来のときに標的になってくれる以外にメリットがなかったが、今作は都市の発展に影響するようになった。
- 需要限界と呼ばれる、RCIのそれぞれの地区ごとのある一定の値に達すると、発展が止まる概念が追加された。公共施設や近隣都市への交通の接続を行うことで限界を引き上げることができる。
- 前作のスペシャルエディションで追加されたシナリオモードは、今作ではチュートリアルを除いて廃止された。
- 西暦の概念がなくなり、どの建物でも条件を満たせば即時に建設が可能になった。
- 海水・淡水の概念が消滅したことでポンプは水面に隣接する限りどこでも機能するようになった。
  - そのため、2000から追加された脱塩施設は廃止されている
- 病院や学校といった公共施設にも有効範囲の概念が存在するようになった。以前のシリーズではどの位置に建設しても有効だったが、シムシティ4からは一定の範囲内のみ有効となった。
- 住民が交通機関を使用する際に、乗り換えを行うようになった。

## シムシティ4 ラッシュ・アワー
『シムシティ4 ラッシュ・アワー』（SimCity 4 Rush Hour）は、エレクトロニック・アーツより発売された、『シムシティ4』の拡張キットである。遊ぶにはPCのハードディスクに『4』がインストールされていることが必要。『4』との同梱版である『シムシティ4 デラックス』も同時に発売された。
交通関係の機能が追加・改善されたことを始め、様々な新要素が追加されている（後述）。
無印版の都市のデータを引き継ぐことも可能だが、システムの変更によって即座に交通機関の麻痺が発生する場合もある。

### 『シムシティ4』（無印版）からの主な変更点
- 従前の朝の通勤に加え、夕方の帰宅の要素が追加された。
- 交通分析ツールが追加された。ツールを使うと、シムの通勤・帰宅のルート、および貨物の運搬の流れが矢印で描写される。
- ドライビングモードが追加された。車の他、鉄道なども運転できる。
- ドライビングモードを使ったドライブミッションが追加された。バスで乗客を送り届ける、ヘリコプターで病人を病院へ搬送するなどといったミニゲームである。クリアすると、資金や支持率の増加・特殊建築物の誘致などの報酬が得られる。
- 次の交通関係が追加された。
  - 道路：通行台数が2倍になる一方通行・片側2車線（計4車線）の大通り道路・地上の高速道路。
  - 鉄道：高架鉄道・モノレール。
  - 海上交通：フェリー乗り場・カーフェリー乗り場の連絡船。
  - その他：駐車場・料金所。
- 財政赤字の解消など、初心者向けのチュートリアルが追加された。
- 難易度選択が加わり、街ごとに「簡単」「普通」「困難」の3種から選択可能となった。なお、無印版の設定は「困難」にあたる。
- 大規模な警察署や大きな学校など、大型の公共機関が追加された。
- 地形や道路に看板（ラベル）の貼り付けが可能になった。
- マイ・シムモードの機能が拡張され、噴出しのアイコンによって現在の感情や行動の状態を知ることができるようになった。

## ロットエディターと建物設計ツールなどによる拡張
英語版の公式サイトより「Lot Editor」（通称Lot）や「Building Architect Tool」（通称BAT）をダウンロードして使うことにより、自作のモデリングや既存のオブジェクトの流用によってオリジナルの建物・乗り物の作成が可能な他、建物が都市に与える影響も自在に設定することができる。
これらは世界中のウェブサイトで公開されており、各種パッチや建物データの導入、更には新たな交通システムの追加や需要の調整などを行えるModなどと併用することにより、都市作成の自由度を飛躍的に高めて遊ぶことができる。

## 備考
- PCの時計が12月25日の場合、標高の高い場所で雪が積もる。ただし積雪が描写されるのみであり、雪による道路の渋滞などは発生しない。
- Mac OS X版はプログラムがマルチランゲージに対応しているため、英語版であっても日本語環境のMac OS Xで起動すると日本語で遊ぶことができる。ただし英語版のマニュアルは全て英語になっており、また、日本語の表示はできてもゲーム中に日本語を入力することが困難といった問題点は存在する。
- PCゲーム情報サイト4Gamer.netでは、続編の『シムシティ ソサエティーズ』の紹介で本作をシリーズ傑作と称している。[2]